# Giorgi Kroeasjvili
Giorgi Kroeasjvili (Georgisch: გიორგი ყრუაშვილი) (29 mei 1986) is een Georgisch voetbalscheidsrechter. Hij werd in 2010 opgenomen in de selecties van FIFA en UEFA en fluit sindsdien internationale wedstrijden. Hij is ook actief in de UEFA Youth League.
Op 7 juli 2015 maakte Kroeasjvili zijn debuut in Europees verband tijdens een wedstrijd tussen FC Levadia Tallinn en Crusaders FC in de voorrondes van de UEFA Champions League. De wedstrijd eindigde op 1–1.
Zijn eerste interland floot hij op 10 oktober 2017 toen Griekenland 4–0 won tegen Gibraltar na onder meer twee doelpunten van Konstantinos Mitroglou.

## Interlands
| Datum            | Plaats                 | Wedstrijd                | Uitslag | Competitie                  | Kreeg geel | Kreeg voor de tweede keer geel en dus rood | Weggestuurd |
| ---------------- | ---------------------- | ------------------------ | ------- | --------------------------- | ---------- | ------------------------------------------ | ----------- |
| 10 oktober 2017  | Piraeus, Griekenland   | Griekenland – Gibraltar  | 4 – 0   | WK 2018 kwalificatie        | 0          | 0                                          | 0           |
| 18 november 2018 | Serravalle, San Marino | San Marino – Wit-Rusland | 0 – 2   | UEFA Nations League 2018/19 | 2          | 0                                          | 0           |

Bijgewerkt op 18 november 2018